# Rước lễ lần đầu

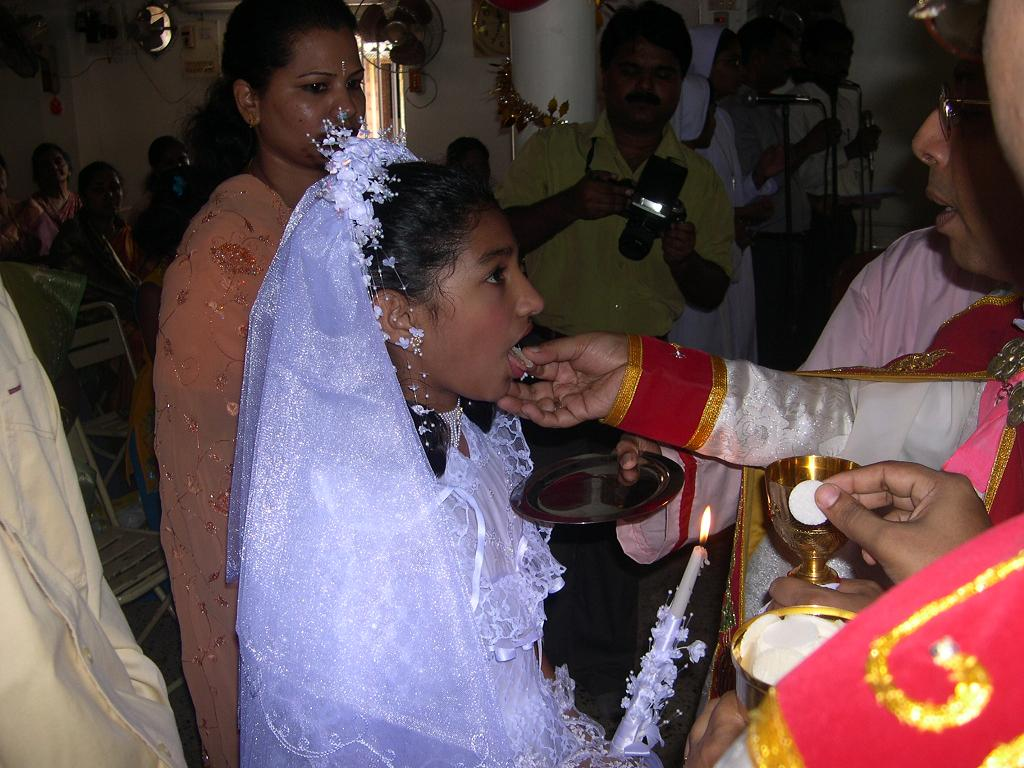
Một em gái nhận bánh Thánh trong lễ rước lần đầu

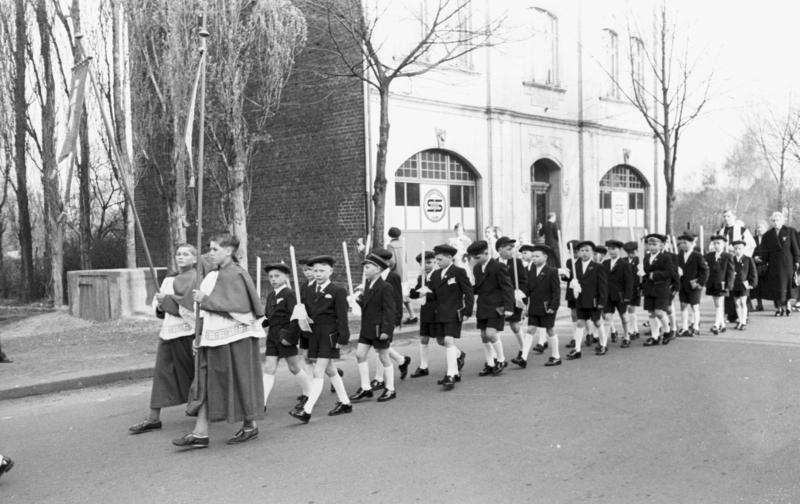
Trẻ nhỏ chuẩn bị cho lễ rước lễ lần đầu, 1953

Rước Lễ Lần Đầu là một nghi lễ của Giáo hội Công giáo. Đó là tên thông thường cho lần đầu tiên tiếp nhận Bí tích Thánh Thể. Người Công giáo tin rằng sự kiện này rất quan trọng, như Thánh thể luôn là tâm điểm của sự thờ phượng trong cộng đồng Cơ Đốc giáo, như một sự hiệp thông giữa tín hữu với Thiên Chúa và giữa những người trong Hội Thánh với nhau. Lễ này thường dành cho trẻ nhỏ đã đủ trí khôn và trải qua một lớp giáo lý nhất định, độ tuổi tối thiểu theo thông lệ hiện nay là 7 tuổi.
Rước lễ Lần Đầu không được nhấn mạnh cử hành trong các Giáo hội Kitô giáo Đông phương, các Giáo hội này ban Thánh Thể cho bất cứ tín hữu nào ở bất kỳ độ tuổi nào đã lãnh nhận hai Bí tích Thánh tẩy, Thêm sức, trong truyền thống Đông phương thì trẻ sơ sinh lãnh nhận bí tích Thêm sức ngay sau khi lãnh nhận bí tích Thánh tẩy trong cùng một buổi lễ, khác với trong Công giáo Tây phương để lãnh nhận bí tích Thêm sức thì cần tối thiểu 12 tuổi. Một số tín hữu Anh giáo cho phép trẻ sơ sinh hiệp thông và rước lễ, trong khi những giáo phái khác đòi hỏi việc tiếp nhận chỉ được xảy ra khi trẻ đã lớn, ở tuổi thiếu niên.